# Logikus

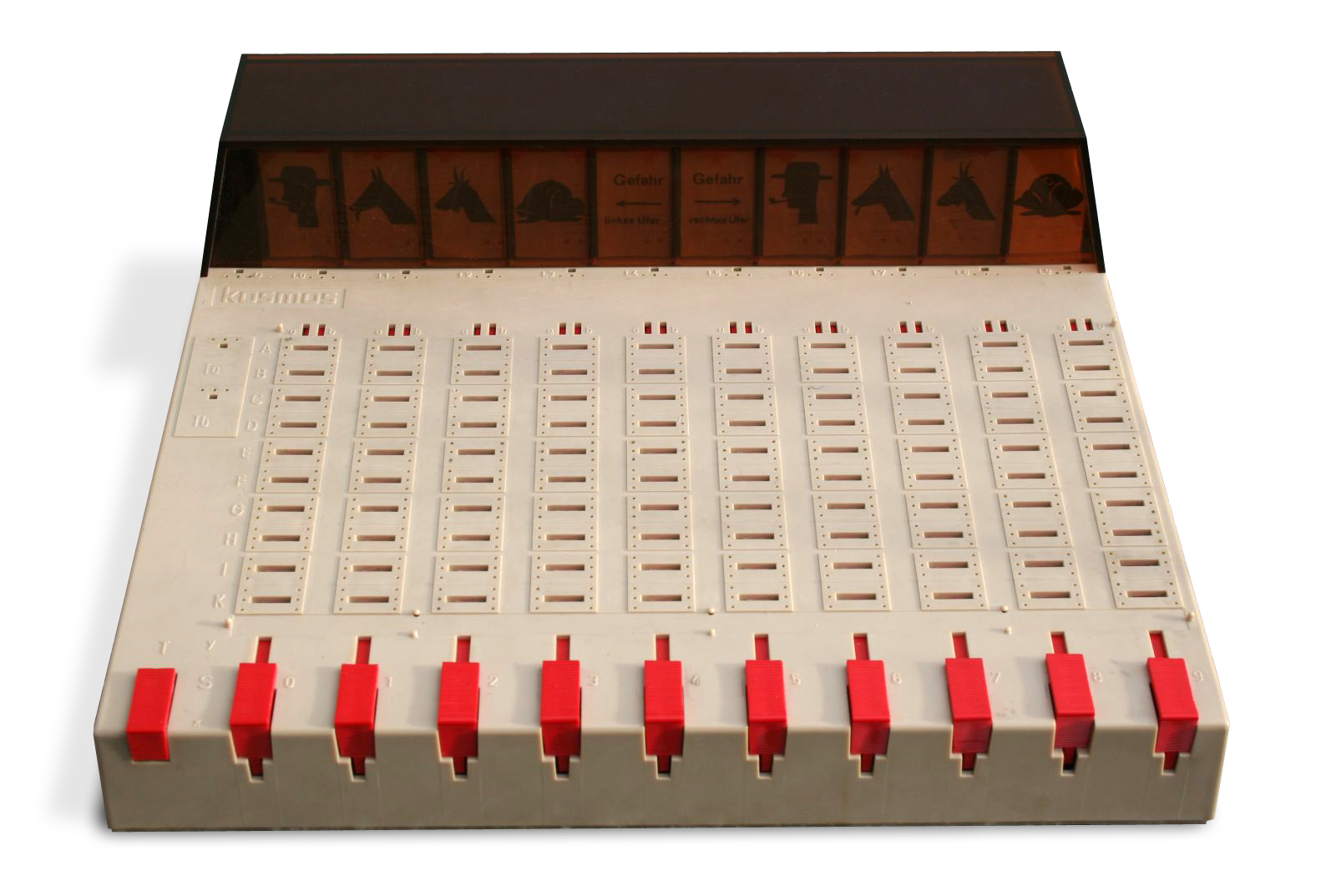
Steckbrett des Logikus

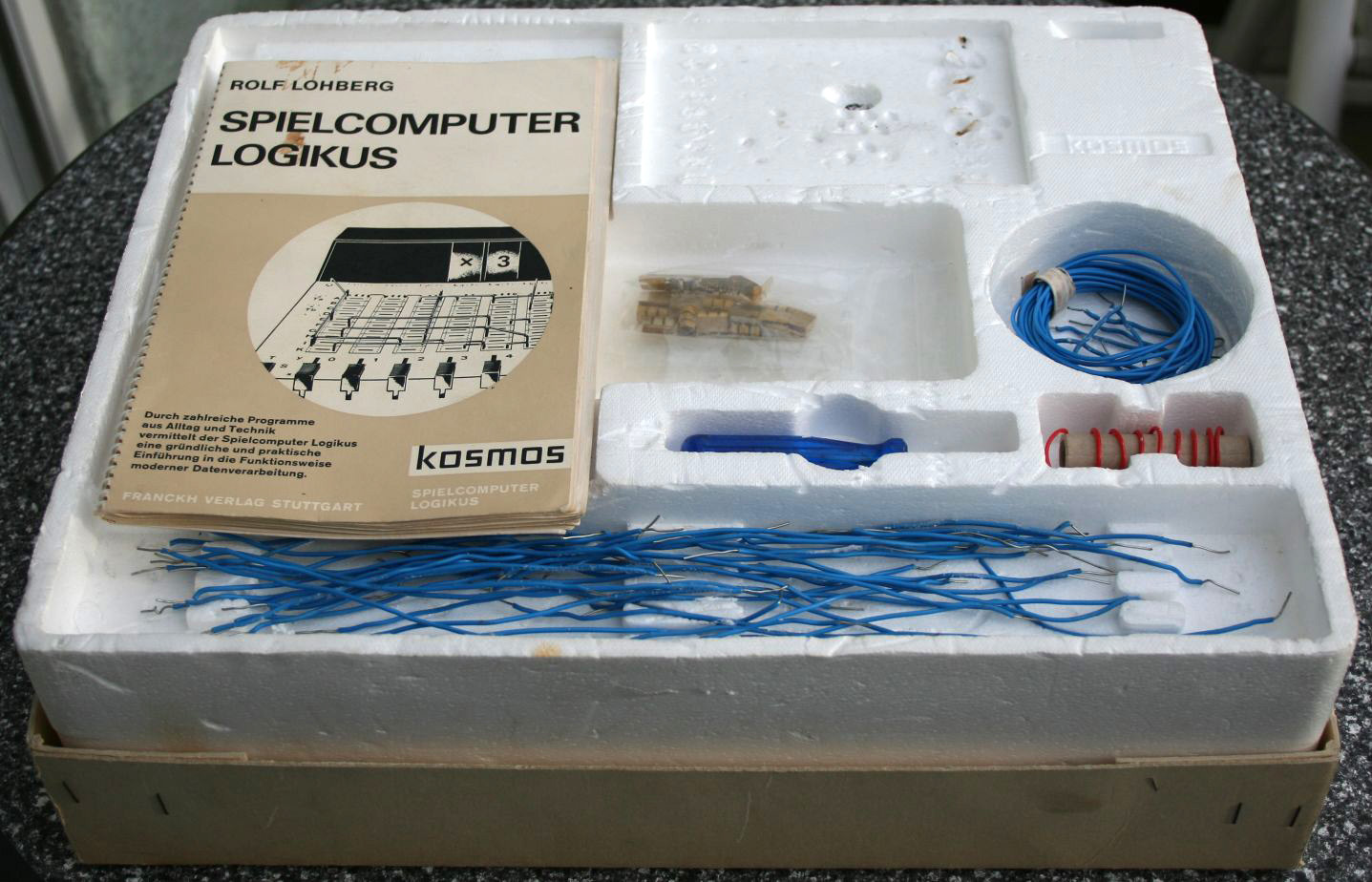
Logikus - Zubehör: Handbuch, Kabel, Ersatzteile

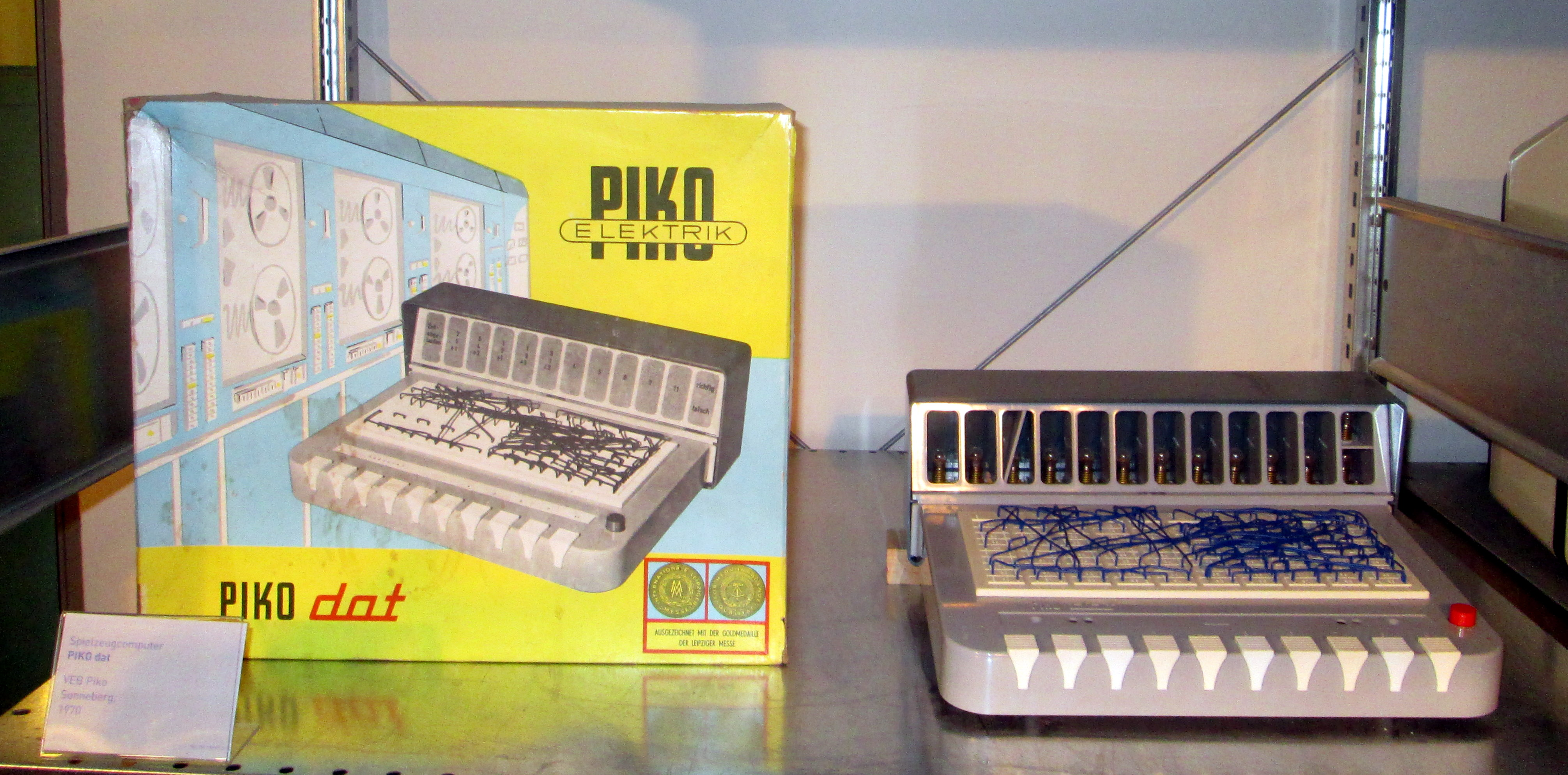
PIKO dat in den Technischen Sammlungen Dresden

Logikus ist ein Lerncomputer, der 1968 vom Kosmos-Lehrmittelverlag in Stuttgart herausgebracht wurde. Mit dem sehr einfachen „Computer“ konnten auf einem Programmierfeld Logik-Schaltungen für und, oder und nicht durch Drahtbrücken aufgebaut werden. 10 Schaltschieber, die als fünfpolige Wechselschalter ausgeführt waren, und eine Taste steuerten entsprechend dieser Programmierung bis zu 10 Glühlämpchen, vor die eine Transparentpapier-Schablone mit Symbolen zur einfacheren Interpretation der Programmabläufe angebracht werden konnte.
Vom einfachen Leuchtband bis zur Mengenlehre, Schaltalgebra und Booleschen Algebra wurden im Begleitbuch und im Fortsetzungsband Wir programmieren weiter viele Programmierbeispiele vorgestellt, welche die Grundlagen der Computertechnik erläuterten. Bemerkenswert ist der Verzicht auf jegliche elektronische Bauteile, die Funktionalität wird ausschließlich über Schiebeschalter, die Steckplatine und Lämpchen erreicht.
Das Gerät ist auf Auktionen weiterhin erhältlich. Gelegentlich werden auch nicht zusammengebaute Logikus-Experimentierkästen im Neuzustand sowie die Ergänzungspackung mit dem oben genannten Fortsetzungsband angeboten. In den USA erschien damals eine lizenzierte Variante unter der Bezeichnung LOGIX.
Ein dem Logikus bauähnliches, jedoch durchaus eigenständiges Gerät wurde in der DDR unter dem Namen Piko dat produziert.